# 데니스 사파테
데니스 스콧 사파테(Dennis Scott Sarfate, 1981년 4월 9일 ~ )는 미국 뉴욕주 출신의 프로 야구 선수이자 현재 일본 프로 야구 퍼시픽 리그인 후쿠오카 소프트뱅크 호크스의 소속 선수(투수)이다.
일본 프로 야구 연속 이닝 탈삼진 기록과 외국인 투수 최다 세이브 기록을 보유하고 있으며, 2014년에는 최초로 양대 리그 30세이브를 달성했다.

## 상세 정보

### 연도별 투수 성적
| 연 도     | 소 속      | 등 판 | 선 발 | 완 투 | 완 봉 | 무 4 구 | 승 리 | 패 전 | 세 이 브 | 홀 드 | 승 률 | 타 자 | 이 닝 | 피 안 타 | 피 홈 런 | 볼 넷 | 고 4 | 몸 맞 | 탈 삼 진 | 폭 투 | 보 크 | 실 점 | 자 책 점 | 평 자 책 | W H I P |
| --------- | ---------- | ----- | ----- | ----- | ----- | ------- | ----- | ----- | -------- | ----- | ----- | ----- | ----- | -------- | -------- | ----- | ---- | ----- | -------- | ----- | ----- | ----- | -------- | -------- | ------- |
| 2006년    | MIL        | 8     | 0     | 0     | 0     | 0       | 0     | 0     | 0        | 0     | ---   | 38    | 8.1   | 9        | 0        | 4     | 1    | 0     | 11       | 2     | 0     | 4     | 4        | 4.32     | 1.56    |
| 2007년    | HOU        | 7     | 0     | 0     | 0     | 0       | 1     | 0     | 0        | 1     | 1.000 | 31    | 8.1   | 5        | 0        | 1     | 0    | 0     | 14       | 0     | 0     | 1     | 1        | 1.08     | 0.72    |
| 2008년    | BAL        | 57    | 4     | 0     | 0     | 0       | 4     | 3     | 0        | 15    | .571  | 359   | 79.2  | 62       | 8        | 62    | 2    | 7     | 86       | 6     | 1     | 47    | 42       | 4.74     | 1.56    |
| 2009년    | BAL        | 20    | 0     | 0     | 0     | 0       | 0     | 1     | 0        | 5     | .000  | 101   | 23    | 21       | 3        | 14    | 0    | 1     | 20       | 0     | 0     | 15    | 13       | 5.09     | 1.52    |
| 2011년    | 히로시마   | 57    | 0     | 0     | 0     | 0       | 1     | 3     | 35       | 1     | .250  | 232   | 60.2  | 40       | 2        | 16    | 3    | 0     | 82       | 0     | 0     | 10    | 9        | 1.34     | 0.92    |
| 2012년    | 히로시마   | 47    | 0     | 0     | 0     | 0       | 2     | 5     | 9        | 4     | .286  | 221   | 49.2  | 43       | 1        | 24    | 0    | 6     | 44       | 3     | 0     | 24    | 16       | 2.90     | 1.35    |
| 2013년    | 세이부     | 58    | 0     | 0     | 0     | 0       | 9     | 1     | 10       | 16    | .900  | 229   | 57.2  | 29       | 4        | 24    | 1    | 4     | 66       | 1     | 0     | 13    | 12       | 1.87     | 0.92    |
| 2014년    | 소프트뱅크 | 64    | 0     | 0     | 0     | 0       | 7     | 1     | 37       | 7     | .875  | 272   | 68.1  | 50       | 0        | 22    | 2    | 1     | 96       | 1     | 1     | 10    | 8        | 1.05     | 1.05    |
| 2015년    | 소프트뱅크 | 65    | 0     | 0     | 0     | 0       | 5     | 1     | 41       | 9     | .833  | 235   | 64.2  | 27       | 4        | 14    | 0    | 1     | 102      | 2     | 0     | 8     | 8        | 1.11     | 0.63    |
| 2016년    | 소프트뱅크 | 64    | 0     | 0     | 0     | 0       | 0     | 7     | 43       | 8     | .000  | 237   | 62.1  | 40       | 4        | 11    | 1    | 0     | 73       | 1     | 0     | 15    | 13       | 1.88     | 0.82    |
| 2017년    | 소프트뱅크 | 66    | 0     | 0     | 0     | 0       | 2     | 2     | 54       | 3     | .500  | 238   | 66    | 34       | 3        | 10    | 0    | 1     | 102      | 0     | 0     | 9     | 8        | 1.09     | 0.67    |
| MLB : 4년 | MLB : 4년  | 92    | 4     | 0     | 0     | 0       | 5     | 4     | 0        | 21    | .556  | 529   | 119.1 | 97       | 11       | 81    | 3    | 8     | 131      | 8     | 1     | 67    | 60       | 4.53     | 1.49    |
| NPB : 7년 | NPB : 7년  | 421   | 0     | 0     | 0     | 0       | 26    | 20    | 229      | 48    | .565  | 1664  | 429.1 | 263      | 18       | 121   | 7    | 13    | 565      | 8     | 1     | 89    | 74       | 1.55     | 0.89    |

- 2017년 시즌 종료 기준.
- 굵은 글씨는 시즌 최고 성적, 붉은색 글씨는 일본 프로 야구 역대 최고 성적.

### 수상·타이틀 경력

#### 타이틀
- 최다 세이브 : 3회(2015년 ~ 2017년)

#### 수상
- MVP : 1회(2017년)
- 월간 MVP : 2회(2016년 5월, 2017년 8월)
- JA 전농 Go·Go상 : 1회(2011년 7월)
- 일본 시리즈 MVP : 1회(2017년)
- 일본 시리즈 우수 선수상 : 1회(2014년)
- 퍼시픽 리그 특별 수상 : 2회(2015년, 2016년) ※ 2015년은 특별상을 두 개 수상
- 쇼리키 마쓰타로상 : 1회(2017년) ※ 외국인 선수로서 첫 수상

### 개인 기록
이하 기록들은 일본에서의 기록만을 다루고 있으며, MLB의 기록은 합산하지 않았다.

#### 일본 진출 첫 기록
- 첫 등판 · 첫 세이브 : 2011년 4월 14일, 대 한신 타이거스 3차전(한신 고시엔 구장), 9회말 2번째로 구원 등판·마무리, 1이닝 1실점
- 첫 탈삼진 : 상동, 9회말 맷 머턴으로부터
- 첫 승리 : 2011년 5월 14일, 대 요미우리 자이언츠 5차전(MAZDA Zoom-Zoom 스타디움 히로시마) 9회초에 6번째 투수로 구원 등판·마무리, 1이닝 무실점
- 첫 홀드 : 2011년 8월 28일, 대 요미우리 자이언츠 18차전(MAZDA Zoom-Zoom 스타디움 히로시마), 9회초 2번째 투수로 구원 등판, 1이닝 무실점

#### 기록 달성 경력(NPB)
- 통산 100세이브 : 2015년 5월 4일, 대 지바 롯데 마린스 7차전(후쿠오카 야후오쿠! 돔), 9회초 3번째 투수로 구원 등판·마무리, 1이닝 무실점 ※역대 26번째(외국인 선수로는 4번째)
- 통산 200세이브 : 2017년 7월 5일, 대 오릭스 버펄로스 13차전(후쿠오카 야후오쿠! 돔), 9회초 6번째 투수로 구원 등판·마무리, 1이닝 무실점 ※역대 6번째(외국인 선수로는 최초)

#### 기타(NPB)
- 첫 타석 : 2012년 8월 25일, 대 한신 타이거스 18차전(MAZDA Zoom-Zoom 스타디움 히로시마), 6회말 청카이웬으로부터 삼진
- 12 구단에서 세이브 : 2014년 5월 20일, 대 히로시마 도요 카프 1차전(후쿠오카 야후 오쿠! 돔), 9회초 3번째로 투수로 구원 등판·마무리 1이닝 무실점 ※역대 3번째(외국인 선수로는 2번째)
- 양대 리그 30세이브 ※ 최초
- 시즌 54세이브 : 2017년 ※ 아시아 기록, 일본 기록, 퍼시픽 리그 기록, 외국인 선수 기록
- 올스타전 출장 : 3회(2011년, 2014년, 2016년)

### 등번호
- 45(2006년, 2008년 ~ 2009년)
- 59(2007년)
- 58(2011년 ~ 2012년, 2014년 ~ )
- 26(2013년)